# Mars superliga 1999/2000
Mars superliga v sezóně  1999/2000 byl v pořadí sedmý ročník nejvyšší samostatné  fotbalové ligové soutěže na Slovensku. Premiérový titul získal AŠK Inter Slovnaft Bratislava vedený trenérem Jozefem Bubenkem a kapitánem Miroslavem Hýllem. Sestoupilo posledních sedm týmů vzhledem ke snížení počtu účastníků ze 16 na 10 týmů. 

## Konečné pořadí
|    | Mužstvo                         | Z  | V  | R  | P  | VG | OG | B  | Poznámky                  |
| -- | ------------------------------- | -- | -- | -- | -- | -- | -- | -- | ------------------------- |
| 1  | AŠK Inter Slovnaft Bratislava   | 30 | 21 | 7  | 2  | 65 | 16 | 70 | Liga mistrů - 2. předkolo |
| 2  | 1. FC Košice                    | 30 | 19 | 4  | 7  | 57 | 31 | 61 | Pohár UEFA - 1. předkolo  |
| 3  | ŠK Slovan Bratislava            | 30 | 16 | 9  | 5  | 52 | 18 | 57 | Pohár UEFA - 1. předkolo  |
| 4  | FC Spartak Trnava               | 30 | 15 | 8  | 7  | 38 | 21 | 53 |                           |
| 5  | Ozeta Dukla Trenčín             | 30 | 13 | 8  | 9  | 38 | 29 | 47 | Pohár Intertoto           |
| 6  | Tatran Prešov                   | 30 | 14 | 5  | 11 | 38 | 42 | 47 |                           |
| 7  | MFK Ružomberok                  | 30 | 13 | 7  | 10 | 29 | 26 | 46 |                           |
| 8  | MŠK Žilina                      | 30 | 12 | 5  | 13 | 39 | 37 | 41 |                           |
| 9  | Artmedia Petržalka              | 30 | 11 | 6  | 13 | 43 | 48 | 39 |                           |
| 10 | FK VTJ KOBA Senec               | 30 | 9  | 10 | 11 | 33 | 36 | 37 | sestup do I. ligy         |
| 11 | ZTS Kerametal Dubnica nad Váhom | 30 | 9  | 7  | 14 | 25 | 35 | 34 | sestup do I. ligy         |
| 12 | HFC Humenné                     | 30 | 10 | 7  | 13 | 31 | 43 | 34 | sestup do I. ligy         |
| 13 | FC Nitra                        | 30 | 8  | 4  | 18 | 24 | 44 | 28 | sestup do I. ligy         |
| 14 | FC DAC Dunajská Streda          | 30 | 6  | 9  | 15 | 24 | 42 | 27 | sestup do I. ligy         |
| 15 | FK Dukla Banská Bystrica        | 30 | 7  | 2  | 21 | 27 | 53 | 23 | sestup do I. ligy         |
| 16 | MFK Baník Prievidza             | 30 | 6  | 4  | 20 | 29 | 71 | 22 | sestup do I. ligy         |

## Tabulka střelců
| Pořadí | Hráč              | Góly | Klub                                      |
| ------ | ----------------- | ---- | ----------------------------------------- |
| 1.     | Szilárd Németh    | 16   | Inter Bratislava                          |
| 2.     | Ruslan Ljubarskyj | 15   | 1. FC Košice                              |
| 3.     | Tomáš Medveď      | 14   | Artmedia Petržalka                        |
| 4.     | Marek Mintál      | 12   | MŠK Žilina                                |
| 5.     | Luis Fabio Gomes  | 10   | FC Spartak Trnava                         |
| 5.     | Stanislav Varga   | 10   | ŠK Slovan Bratislava                      |
| 7.     | Jozef Kožlej      | 9    | 1. FC Košice                              |
| 7.     | Marián Ľalík      | 9    | AŠK Inter Slovnaft Bratislava             |
| 7.     | Július Šimon      | 9    | FC DAC Dunajská Streda/Artmedia Petržalka |
| 7.     | Jozef Urblík      | 9    | MFK Baník Prievidza                       |

## Vítěz
| Mars superliga 1999/2000 AŠK Inter Slovnaft Bratislava (1. titul) |